# Bernhard Lindberg

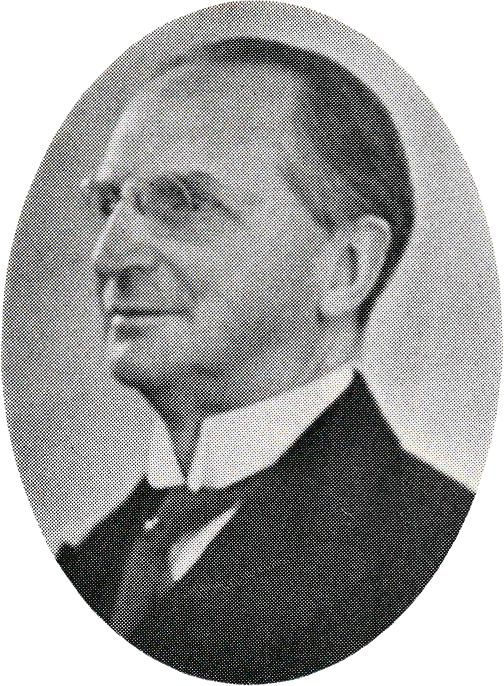
Bernhard Lindberg i Göteborgs och Bohus läns porträttgalleri, 1935.

Gustaf Johan Bernhard Lindberg, född 2 februari 1865 i Göteborg, död 16 oktober 1948, var en svensk justitieborgmästare och frimurare.
Lindberg var son till auditör Maur. Lindberg och Selma Hegardt. Han tog hovrättsexamen i Lund 1887 och blev vice häradshövding 1890. Lindberg blev polisnotarie i Göteborg 1897, 2:e rådhuskanslist 1899 och 1:e rådhuskanslist 1902. Lindberg blev auditör vid Göta artilleriregemente 1903. År 1904 blev han stadsnotarie i Göteborg och rådman 1906. Åren 1917–1935 var Lindberg borgmästare i Göteborgs stad och krigsdomare 1915–1935.
Åren 1923–1948 var Lindberg provinsialmästare i Göta Provinsialloge. Lindberg var engagerad i ett flertal organisationer och var ordförande i Filharmoniska sällskapet 1905–1909, Göteborgs juristklubb 1910–1916, Göteborgs trädgårdsförening 1914, Ränte- och kapitalförsäkringsanstalten 1915–1943, Filip Holmqvists handelsinstitut 1924, föreningen Sveriges stadsdomare 1927–1935, föreningen Sveriges krigsdomare 1930–1938 samt Nya Elementarläroverket för flickor 1931–1939. Vidare var Lindberg styrelseledamot för Chalmers tekniska högskola från 1926, Eduard Magnus Musikfond 1915–1934, Göteborgs barnhus 1917–1935, Kungl. och Hvitfeldtska stipendieinrättningen 1917–1935, Pensionsinrättningen i Göteborg 1920 (ordförande 1932), Göteborgs lyriska teater 1920–1926, Sveriges Domareförbund 1935–1937 samt Statens skeppsprovningsanstalt 1940.
Lindberg gifte sig 1893 med Aurora Hagelqvist (1869–1963), dotter till fabriksidkaren Elias Em. Hagelqvist och Vilhelmina Delander. Deras son Harry Lindberg  var också jurist. Makarna Lindberg är begravda på Östra kyrkogården i Göteborg.

## Utmärkelser
- Kommendör av andra klassen av Nordstjärneorden, 6 juni 1935.[3]
- Riddare av Nordstjärneorden, 1917.[4]
- Kommendör av andra klassen av Vasaorden, 8 maj 1923.[5]
- Riddare av första klassen av Vasaorden, 1913.[6]
- Riddare av Carl XIII:s orden, 27 januari 1923.[7]
- Kommendör av andra graden av Danska Dannebrogorden, tidigast 1921 och senast 1925.[8][9]